# Domenico Gilardi

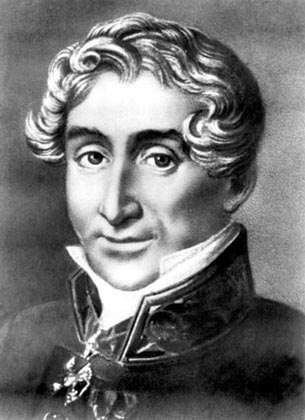
Domenico Gilardi

Domenico Giovanni Gilardi (gelegentlich auch Domenico Giliardi oder Domentij Ivanowitsch Schiljardi; * 7. Juli 1785 in Montagnola, heute Collina d’Oro; † 26. Februar 1845 in Mailand) war ein Schweizer Architekt des Neoklassizismus in Moskau.

## Leben

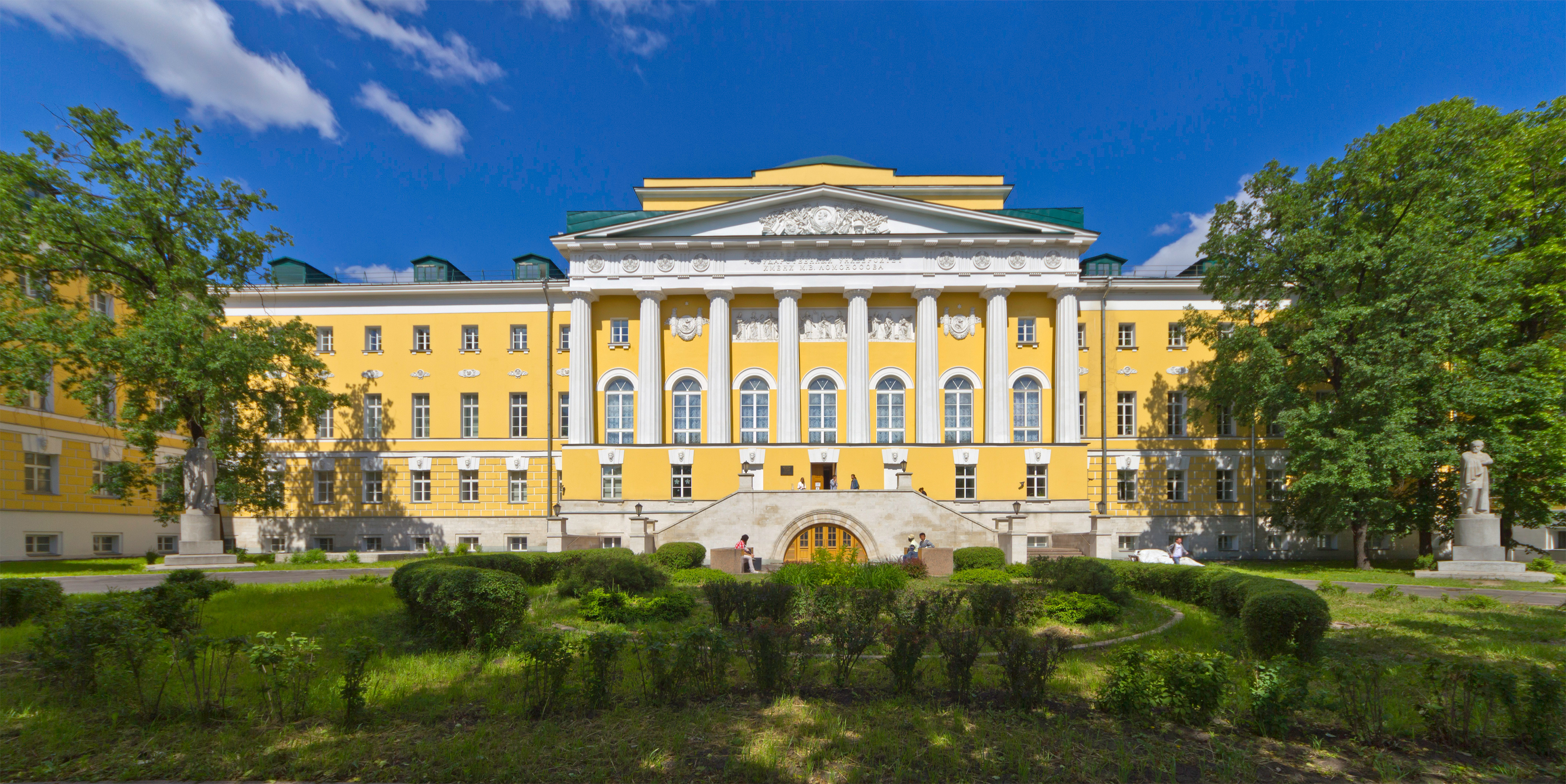
Die von Gilardi gestaltete Front des Alten Gebäudes der Moskauer Universität (Reliefs von Gawriil Samarajew, 1818)

Gilardi war der Sohn des Architekten Giovanni Battista Gilardi. 1796 ging er mit seiner Mutter nach Moskau, wo der Vater bereits einige Jahre als staatlicher Architekt arbeitete. Zwischen 1799 und 1802 studierte Gilardi in St. Petersburg Kunst, von 1802 bis 1806 Malerei und anschliessend Architektur an der Accademia di Belle Arti di Brera in Mailand. Zwischen 1807 und 1810 unternahm Gilardi zahlreiche Studienreisen nach Rom, Florenz und Venedig, bevor er 1810 Maria Farina aus Lugano heiratete und im Jahr darauf in Moskau Assistent seines Vaters wurde. Dort starb seine Frau am 17. Juni 1812 im Alter von nur 20 Jahren; sie fand ihre letzte Ruhe auf dem Moskauer Wwedenskoje-Friedhof.
1817 übernahm Gilardi das Amt seines Vaters, als dieser in die Schweiz zurückkehrte. Als bedeutender Vertreter des russischen Spätklassizismus trug er nach dem Brand von Moskau 1812 in erheblichem Maße zur Neugestaltung der Stadt bei. 1832 kehrte er aus gesundheitlichen Gründen in die Schweiz zurück und wirkte dort nur noch am Entwurf und Bau der Kapelle San Pietro in Gentilino mit. Zudem wurde er am 5. März 1833 zum korrespondierenden Mitglied in die Mailänder Akademie gewählt. Gilardi wurde auf dem Friedhof der Kirche Sant’Abbondio in Montagnola, an der Seite seiner Tochter Francesca, verheiratete Poncini, beerdigt, die als einziges seiner Kinder das Erwachsenenalter erreichte.

## Gebäude
- 1817–1819: Umbau der Universität Moskau[3]
- 1817–1819: Umbau des Rasumowski-Palasts[3]
- 1818: Umbau des Katharineninstituts[3]
- 1818–1823: Umbau des Witwenhauses in der Barrikadnaja-Strasse[3]
- 1818–1823: Haus Lunin (Dom Lunina) in der Suvorovskij-Strasse[4]
- 1820–1824: Haus des Prinzen Gagarin in der Vorovskij-Strasse[3]
- 1821–1826: Vormundschaftsbehörde Moskau in der Soljanka-Strasse[3]
- 1826–1832: Gewerbeschule Moskau in der Baumanskaja-Strasse[3]
- 1820–1830: Landsitz des Grafen Golizyn in Kuz'minki bei Vlakhernskoe[3]
- 1830–1831: Städtischer Landsitz Usatschow (Usachëv), später Landsitz Najdënov, in der Chkalov-Strasse[3]
- 1812–1813: Mausoleum Wolkonskij in Sukhanovo[3]
- 1832–1835: Mausoleum der Grafen Orlow in Otrada bei Semionovskoe[3]
- Kapelle von San Pietro in Gentilino[3]

## Ehrungen
Gilardi war Träger des Ordens des Heiligen Wladimir (1819) und des Russischen Ordens der Heiligen Anna (1824 und 1826).